# جاك هاوورث
جاك هاوورث (بالإنجليزية: Jack Haworth)‏ (9 مارس 1883 في المملكة المتحدة - 1955 في المملكة المتحدة) هو لاعب كرة قدم بريطاني (وحمل سابقاً جنسية المملكة المتحدة لبريطانيا العظمى وأيرلندا) في مركز الهجوم. لعب مع ستوك سيتي وكندل تاون ‏ وColne F.C. ‏.